# Хюдавендігар (еялет)
40°11′00″ пн. ш. 29°03′00″ сх. д. / 40.183333333333° пн. ш. 29.05° сх. д.
Еялет Хюдавендігар (осман. ایالت خداوندگار) — адміністративно-територіальна одиниця Османської імперії. Існував у 1827—1867 роках. Утворився з частини еялету Анатолія (на теперішніх землях Туреччини). Хюдавендігар — це поетична та елітарна назва міста Бурса.

## Історія
У 1393 році як санджак Хюдавендігар став складовою частиною Анатолійського бейлербейства (з 1591 року — еялету). Його статус був доволі високим, оскільки столицею санджака була Бурса, одне з найважливіших міст османської імперії. Окрім політичного статусу, у санджаку було розвинуто виробництво оксамитових і шовкових тканин, значна частина яких йшла на експорт. Також міста являли собою культурні центри.
Втім, до початку XIX ст. економіка, як у більшості провінцій імперії, занепала. У 1827 році в розвитку адміністративно-територіальної реформи, що почалася у 1826 році, султан Махмуд II реформував еялет Анатолія, з якого утворилося декілька провінцій. Одним з нових еялетів став Хюдавендігар. До власне санджака Хюдавендігар доєдналися санджаки Карасі, Афьон-Карахісар, Кютаг'я.
Завдяки зменшенню розмірів еялетів поліпшилися координація та керованість. Цьому також сприяли згодом реформи часів Танзимату в 1830-1840-х роках. У 1867 році еялет Хюдавендігар було перетворено на вілайєт з цією ж назвою.

## Структура
Еялет складався з 8 санджаків (лівів): Хюдавендігар, Афьон-Карахісар, Кютаг'я, Біледжик, Біга, Баликесір, Ердек, Айвалик.